# Байсеитов, Бахтияр Багашарович
Бахтияр Багашарович Байсеитов (каз. Бахтияр Бағашарұлы Байсейітов; род. 25 сентября 1971, Фабричный, Джамбулский район, Алма-Атинская область, КазССР, СССР) — казахстанский борец греко-римского стиля, Заслуженный мастер спорта Республики Казахстан.

## Биография
Борьбой начал заниматься с 1983 года в клубе «Даулет» (Алма-Ата). Его тренерами были Танат Сайфитдеков и Даулет Турлыханов.
Серебряный призёр спартакиады народов СССР (Запорожье, 1991); бронзовый призёр чемпионатов Азии по греко-римской борьбе (Хиросима, 1993; Гуанчжоу, 1996); серебряный призёр чемпионата мира (Прага, 1995); победитель Азиатских игр (Бангкок, 1998), чемпионата Азии и Океании (Бангкок, 1997), чемпионата мира (Евле, 1998), чемпионата Азии (Филиппины, 1995; Сеул, 2000).
После окончания карьеры на тренерской работе. С 2010 года — старший тренер сборной Казахстана по греко-римской борьбе.